# مارتینیا
مارتیگنا (به فرانسوی: Martigna) یک کامین در فرانسه است که در Canton of Moirans-en-Montagne واقع شده‌است.

## خصوصیات
مارتیگنا ۸٫۷۷ کیلومترمربع مساحت و ۲۱۰ نفر جمعیت دارد.